# Artold z Remeše
Artold z Remeše také Artald z Remeše (? – 30. září 961)) byl duchovní, který se stal dvakrát arcibiskupem v Remeši, vždy jako nástupce sesazeného karolínského Huga z Vermandois.

## Život
V roce 931 Hugo Veliký z dynastie Robertovců v boji proti hraběti Herbertovi II. z Vermandois dobyl Remeš, přičemž sesadil jeho jedenáctiletého syna Huga z Vermandois z úřadu arcibiskupa. Na jeho místo jmenoval mnicha Artolda z Remeše.
Jedním z nejvýznamnějších Artoldových činů ve funkci arcibiskupa byla korunovace karolínského krále Ludvíka IV. Francouzského. Ludvíkovo následné zabírání majetku bývalým členům královské rodiny přimělo Huga Velikého k přechodu na stranu franské opozice. V roce 940 se Hugo spojil s Heribertem II. a společně dobyli zpět Remeš, načež byl Artold z úřadu arcibiskupa sesazen a na jeho místo se vrátil Hugo z Vermandois, nyní již dvacetiletý. O šest let později, v roce 946 se Ludvíku IV. podařilo znovu Remeš dobýt a znovu dosadit Artolda zpět do úřadu arcibiskupa.
V červnu 948 společný všeobecný synod biskupů v Ingelheimu odsoudil Artoldovo sesazení i Hugův boj proti králi Ludvíkovi. Po Ludvíkově smrti Artold z Remeše 12. listopadu 954 korunoval jeho syna Lothara západofranským králem.
Informace o životě Artolda z Remeše se dochovaly v análech Flodoarda, kněze v Remeši, který s Artoldem strávil nějaký čas v exilu na dvoře krále Ludvíka IV.